# Caledonia Blues Band
La Caledonia Blues Band fue un grupo de blues y Rhythm and blues fundado en Sevilla, España, en 1986. Durante sus 11 años de vida grabaron 5 discos y fue la primera banda española que viajó a América para tocar en el Club Legends de Chicago. 

## Historia

### Orígenes
En noviembre de 1986, el bajista Juan Arias, el guitarrista Lolo Ortega y el batería Juan Ramón Borreguero "Rama" formaron el núcleo de lo que sería Caledonia Blues Band. Se les une muy pronto Domingo "Mingo" Balaguer, un armonicista ya baqueteado. En los siguientes meses, el grupo sufre su primer cambio, al dejar Juan Arias la banda y ser sustituido por Paco Martínez. Como cuarteto, graban una maqueta y se licencian en el Festival de Blues de Hospitalet.
En 1988, durante una actuación el bar Pilatos, en Sevilla, se sube al escenario a cantar, en la jam session posterior al concierto, un estudiante americano, que volvió pronto a EE. UU. pero que envió a su hermano, George Michael Lindner, que, desde septiembre de ese año, se convirtió en el vocalista de la banda.

### La época Cambayá
Tras actuar en el Festival de Blues de Antequera, la compañía discográfica Cambayá Records, les propone grabar su primer disco grande. El disco se graba en abril de 1989 en Sevilla y se edita a final del año bajo el nombre de Just rhythm and blues. Recibió muy buenas críticas, con ventas aceptables dentro del género.
Un solo año más tarde, se edita Blues for the mother, que propicia una extensa gira por todo el país, que culmina en el Festival de Blues de Getxo, en 1991. Ese mismo año, Lolo Ortega abandona temporalmente la banda, para trabajar con Kiko Veneno y Raimundo Amador. La banda lo sustituye con Quique Bonal, y con él, aunque también con apoyo del propio Lolo, graban y publican su tercer disco, Caledonia Blues Band, con un sonido más duro.

### La época Big Bang
El año 1992, trae varios cambios: Lolo Ortega, vuelve a la banda, y también Juan Arias, que se hace cargo de la segunda guitarra, sustituyendo a Quique Bonal. También cambian de compañía discográfica, fichando por la granadina Big Bang y buscando un sonido más potente en disco, más cercano a sus directos.
En julio de 1993, el grupo graba en Sevilla, en los Estudios Central, su cuarto disco y, según la crítica especializada, el más potente de todos: Alameda Sessions, que se publica a finales de ese año.
Inmediatamente después, el verano de 1994, la banda se va a Chicago, para tocar en el Buddy Guy's Lengends, el club más famoso de la ciudad, donde tocaron dos días, el primero teloneando a Cash McCall, y el segundo como cabezas de cartel. La pequeña gira americana, la completaron con un día en el B.L.U.E.S.. El gran Jimmy Johnson fue expresamente a verles y Bruce Iglauer, el "pope" de Alligator Records mostró por escrito su buena opinión de la banda.
A su regreso actúan por toda España (Festival de Jazz de Granada, Festival de Blues de Cerdanyola, Festival de Blues de Cazorla...) y algunos países europeos, como Alemania. Pero, al acabar la gira, Lolo Ortega deja el grupo de nuevo, y ya definitivamente, para dedicarse a sus propios proyectos (La Dama Eléctrica). Juan Arias se hace con la primera guitarra y el propio Michael Lindner, la segunda. Con esta formación graban, en 1995, el que sería su último disco, Chicken jump.
En marzo de 1996, Michael Lindner decide regresar a Estados Unidos y, con ello, pone fecha de finalización a la historia de la banda.

## Discografía
- Just rythm & blues (Cambayá, 1989)
- Blues for the mother (Cambayá, 1990)
- Caledonia Blues Band (Cambayá, 1991)
- Alameda Sessions (Big Bang, 1993)
- Chicken jump (Big Bang, 1995)